# 9-я танковая дивизия СС «Гогенштауфен»
9-я танковая дивизия СС «Гогенштауфен» (нем. 9. SS-Panzer-Division „Hohenstaufen“) — тактическое соединение войск СС нацистской Германии. Была сформирована 31 декабря 1942 года во Франции как танковая дивизия из резерва СС. Своё название дивизия получила по фамилии немецкой династии Гогенштауфенов, ярчайшим представителем которой был Фридрих Барбаросса.

## Формирование
В конце 1942 года Гиммлер решил создать с нуля танковую дивизию (которая формально должна была стать первой в истории войск СС собственно танковой дивизией). Дивизия должна была быть «немецкой», то есть формироваться в основном из рейхсдойче.
31 декабря 1942 года Главное оперативное управление СС начало формирование танковой дивизии СС в Майле ле Камп во Франции, хотя официального приказа ещё получено не было (он поступит только 1 февраля 1943 года). Для создания дивизии были выделены кадры из запасного батальона «Лейбштандарт СС Адольф Гитлер», однако, в целом, дивизия формировалась за счёт добровольцев со всего Рейха. Дивизия стала именоваться танковой дивизией СС «Гогенштауфен» (SS-Panzer-Division «Hohenstaufen»), в честь династии германских королей и императоров Священной Римской империи германской нации Гогенштауфенов, правивших в 1138—1254 годах (к этой династии в том числе принадлежал и Фридрих Барбаросса).
До конца 1943 года дивизия продолжала находиться во Франции. В октябре она была названа 9-й танковой дивизией СС «Гогенштауфен». Срок её формирования оказался довольно значительным, так как дивизия создавалась с нуля и большая часть личного состава была укомплектована молодыми новобранцами. В результате дивизия оказалась готова к участию в боевых действиях только в феврале 1944 года.

## Боевой путь
В середине февраля 1944 года части дивизии были отправлены в Авиньон, а в конце марта на Восточный фронт в район действий группы армий «Северная Украина». В апреле 1944 года в составе 4-й танковой армии участвовала в боях на северной Украине в районе Тернополя. Полки дивизии действовали на участке Монастыриска — Бережаны. В ходе операции по деблокированию 1-й танковой армии, дивизия понесла тяжёлые потери и в мае была выведена в резерв 4-й танковой армии.
В июне 1944 года переброшена на Западный фронт во Францию для отражения высадки союзных войск в Нормандии. В конце июня дивизия прибыла на участок фронта между городами Вир и Кан. На следующий день 26 июня, союзники начали Канское наступление. Дивизиям СС удалось удержать Кан и даже перейти в контрнаступление. На канском участке фронта дивизия оперировала до 10 июля 1944 года. В ходе боёв дивизия понесла тяжёлые потери и была сведена в боевую группу «Гогенштауфен».
В конце июля группа была подчинена 1-му танковому корпусу СС. Командование корпуса перебросило группу на юг от Кана. В начале августа группа была передана во 2-й танковый корпус СС и отправлена в район Ле-Бени-Бокаж. После этого группа участвовала в боях на северной стороне Фалезского котла. В конце августа немцы начали отступление. Боевая группа шла в арьергарде и участвовала в боях у Орбека, Лаона и Камбре. Пройдя через Бельгию, группа вступила в Нидерланды, а 9 сентября вошла в Арнем. В Арнеме уцелевшие танки дивизии были переданы в 10-ю танковую дивизию СС «Фрундсберг». Наиболее боеспособная часть дивизии — 2-й батальон 19-го моторизованного полка СС — был передан в качестве 4-го батальона в 21-й моторизованный полк СС 10-й тд СС «Фрундсберг».
17 сентября 1944 года остатки дивизии, переформированные в боевую группу СС «Харцер», принимали участие в уничтожении парашютного десанта союзников, действовавших в рамках операции «Маркет Гарден» у Арнема по захвату мостов через Рейн. Несмотря на внезапность акции, к 21 сентября основная часть британского десанта была разгромлена, а его остатки сдались немцам.
В конце сентября группа получила краткий отдых и была отправлена в Зиген, а позднее в октябре в Падерборн для восстановления. В ноябре пополненные части дивизии начали подготовку к Арденнскому наступлению. С началом операции дивизия пошла в наступление в районе Вьельсальм. После провала наступления, части дивизии с боями отошли к Моннавилю. 31 декабря дивизия была переброшена на юг для захвата Бастони. 7 января 1945 года немецкие части получили приказ прекратить наступление и отойти к границе Германии. В конце января дивизия перешла границу и была отправлена в район Кауфенхайм для пополнения. В начале февраля 1945 года едва отдохнувшие части 6-й танковой армии СС, в которую входила и дивизия «Гогенштауфен», были отправлены в Венгрию для прорыва советского кольца у Будапешта.
2-й танковый корпус СС (2-я и 9-я танковые дивизии СС) прибыл в Венгрию только в конце февраля, то есть уже после падения Будапешта. Части корпуса в начале марта 1945 года пошли в наступление из района Веспрема и к 15 марта почти прорвались к Дунаю. Однако твёрдая советская оборона и отвратительная погода остановили продвижение танковых дивизий СС у Заросьда, а на следующий день советские части сами перешли в контрнаступление на участке, удерживаемом частями 4-го танкового корпуса СС. Это вынудило немцев начать отступление. 9-я танковая дивизия СС шла в арьергарде немецких войск. В один из дней отступления частям дивизии пришлось остановиться и удерживать коридор для выхода отступающих из Секешфехервара немецких частей. Затем дивизия с боями отошла через Залаапати и Паку на австрийскую территорию. В Австрии остатки дивизии были разделены на две боевые группы. К концу апреля обе группы (одна была в Клагенфурте, другая в Санкт-Пёльтене) соединились. 26 апреля остатки дивизии получили приказ передислоцироваться в районе Штайра, где 5 мая 1945 года последние солдаты дивизии «Гогенштауфен» сдались американцам.

## Состав дивизии
- 9-й танковый полк СС (SS-Panzer-Regiment 9)
- 19-й моторизованный полк СС (SS-Panzergrenadier-Regiment 19)
- 20-й моторизованный полк СС (SS-Panzergrenadier-Regiment 20)
- 9-й артиллерийский полк СС (SS-Panzer-Artillerie-Regiment 9)
- 9-й дивизион штурмовых орудий СС (SS-Sturmgeschütz-Abteilung 9)
- 9-й противотанковый артиллерийский дивизион СС (SS-Panzerjäger-Abteilung 9)
- 9-й зенитный артиллерийский дивизион СС (SS-Flak-Abteilung 9)
- 9-й разведывательный батальон СС (SS-Panzer-Aufklärungs-Abteilung 9)
- 9-й сапёрный батальон СС (SS-Panzer-Pionier-Bataillon 9)
- 9-й батальон связи СС (SS-Panzer-Nachrichten-Abteilung 9)
- 9-й отряд снабжения СС (SS-Versorgungseinheiten 9)
- 9-й санитарный батальон СС (SS-Sanitäts-Abteilung 9)
- 9-е подразделение снабжения СС (SS-Nachschub-Truppen 9)
- 9-й ремонтно-восстановительный батальон СС (SS-Instandsetzungs-Abteilung 9)
- 9-й батальон тылового обеспечения СС (SS-Wirtschafts-Bataillon 9)
- 9-й батальон административного управления СС (SS-Verwaltungstruppen-Abteilung 9)
- 9-я рота полевой жандармерии СС (SS-Feldgendarmerie-Kompanie 9)
- 9-й полевой запасной батальон СС (SS-Feldersatz-Bataillon 9)

## Командиры
- Группенфюрер СС и генерал-лейтенант войск СС Вильгельм Биттрих (15 февраля 1943 — 29 июня 1944)
- Штандартенфюрер СС Томас Мюллер (29 июня — 10 июля 1944)
- Штандартенфюрер СС Сильвестр Штадлер (10 — 31 июля 1944)
- Оберфюрер СС Фридрих-Вильгельм Бок (31 июля — 29 августа 1944)
- Оберштурмбаннфюрер СС Вальтер Харцер (29 августа — 10 октября 1944)
- Бригадефюрер СС и генерал-майор войск СС Сильвестр Штадлер (10 октября 1944 — 8 мая 1945)

## Награждённые Рыцарским крестом Железного креста

### Рыцарский крест Железного креста (12)
- Отто Мейер — 4 июня 1944 — оберштурмбаннфюрер СС, командир 9-го танкового полка СС
- Роберт Франк — 4 июня 1944 — штурмбаннфюрер СС, командир 2-го батальона 20-го моторизованного полка СС
- Эберхард Телькамп — 23 августа 1944 — штурмбаннфюрер СС, командир 2-го батальона 9-го танкового полка СС
- Виктор-Эберхард Грэбнер — 23 августа 1944 — гауптштурмфюрер СС, командир 9-го разведывательного батальона СС
- Йозеф Хольте — 27 августа 1944 — обершарфюрер СС, командир взвода 2-й роты 9-го танкового полка СС
- Вальтер Харцер — 21 сентября 1944 — оберштурмбаннфюрер СС, начальник оперативного отдела дивизии СС «Гогенштауфен»
- Шпиндлер, Людвиг — 27 сентября 1944 — штурмбаннфюрер СС, командир 1-го дивизиона 9-го артиллерийского полка СС
- Герман Борхерс — 16 октября 1944 — гауптштурмфюрер СС, командир 1-го батальона 19-го моторизованного полка СС
- Герман Альбер — 16 декабря 1944 — штурмман СС, связист 9-й роты 20-го моторизованного полка СС (посмертно)
- Рудольф Реттберг — 6 мая 1945 — штурмбаннфюрер СС, командир 2-го батальона 9-го танкового полка СС (награждение не подтверждено)
- Иоганн Зайлер — 6 мая 1945 — оберштурмфюрер СС, командир 3-й батареи 9-го противотанкового артиллерийского дивизиона СС (награждение не подтверждено)
- Гейнц Гропп — 6 мая 1945 — оберштурмфюрер СС, командир 2-й батареи 9-го зенитного артиллерийского дивизиона СС (награждение не подтверждено)

### Рыцарский крест Железного креста с Дубовыми листьями (2)
- Фридрих-Вильгельм Бок (№ 570) — 2 сентября 1944 — оберфюрер СС, командир 9-й танковой дивизии СС «Гогенштауфен»
- Отто Мейер (№ 601) — 30 сентября 1944 — оберштурмбаннфюрер СС, командир 9-го танкового полка СС (посмертно)

### Рыцарский крест Железного креста с Дубовыми листьями и Мечами (1)
- Сильвестр Штадлер (№ 152) — 6 мая 1945 — оберфюрер СС, командир 9-й танковой дивизии СС «Гогенштауфен» (награждение не подтверждено)

## Фильмы
- Ричард Аттенборо, Мост слишком далеко 1977
- Стивен Спилберг, Том Хэнкс, Братья по оружию (телесериал) 2001